# Mops midas
Mops midas — вид кажанів родини молосових.

## Середовище проживання
Цей широко поширений низовинний і савановий вид проживає від Західної Африки на схід до Східної Африки і на південь до Південної Африки. Він був записаний на Аравійському півострові (знаходиться в дуплах дерев). Присутній на Мадагаскарі, де він, як правило, поширений в сухих західних і південних місцях проживання острова нижче 150 м над рівнем моря.

## Стиль життя
Максимальна зареєстрована колонія містила 600 особин. Сідала лаштує в будівлях, листі кокосових пальм, у великих западинах дерев і дрібних тріщинах скель.